# Ponale-Wasserkraftwerk
Das Ponale-Wasserkraftwerk (it. Centrale idroelettrica del Ponale) ist ein als Pumpspeicherkraftwerk ausgeführtes Wasserkraftwerk in Riva del Garda in der italienischen Provinz Trient.

## Lage

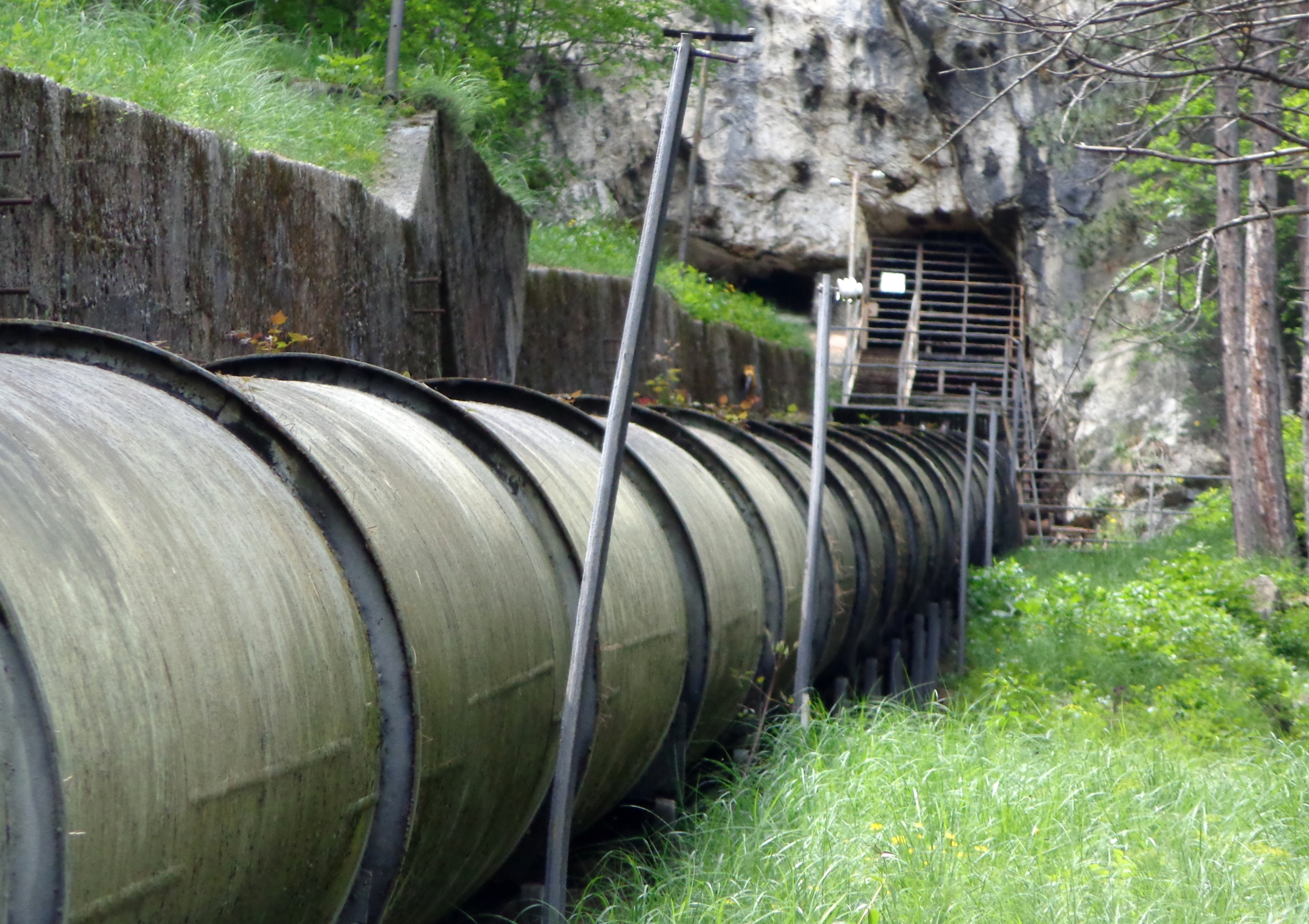
Druckwasserleitung

Das Ponale-Wasserkraftwerk liegt am Nordwestufer des Gardasees am Ortseingang und nahe des Hafens der Gemeinde Riva del Garda. Das Pumpspeicherkraftwerk nutzt die Seen Gardasee (65 m s.l.m.) und Ledrosee (655 m s.l.m.) als natürliches Tief- und Speicherbecken. Der Höhenunterschied beider Seen beträgt somit 590 Meter. Beide Seen sind über eine Länge von 6,7 Kilometer, mittels meist durch Tunnel führender, massiver Druckwasserleitungen verbunden. Die Trassenführung verläuft zunächst über die Südostseite des Bergmassivs des Monte Rocchetta, um nördlich von Biacesa das Ledrotal zu erreichen. Weiter entlang am Nordhang des Ledrotals befindet sich der Anschluss an den Ledrosee östlich von Mezzolago. Die Druckwasserleitungen verlaufen überwiegend auf dem Höhenniveau des Ledrosees. Direkt am Kraftwerk wird an der Steilwand zur Grotta Daei der größte Höhenunterschied überwunden, schon um die Fallhöhe des Wassers zum Antrieb der Turbinen zu realisieren. Um den Fremdenverkehr am Ledrosee durch die Wasserentnahme nicht zu schädigen, wird das Wasser nur im Winter abgeführt und im Sommer wieder zum Ledrosee gepumpt. Dabei schwankt der Wasserstand des Ledrosees zwischen 1 und 1,5 Metern.

## Geschichte

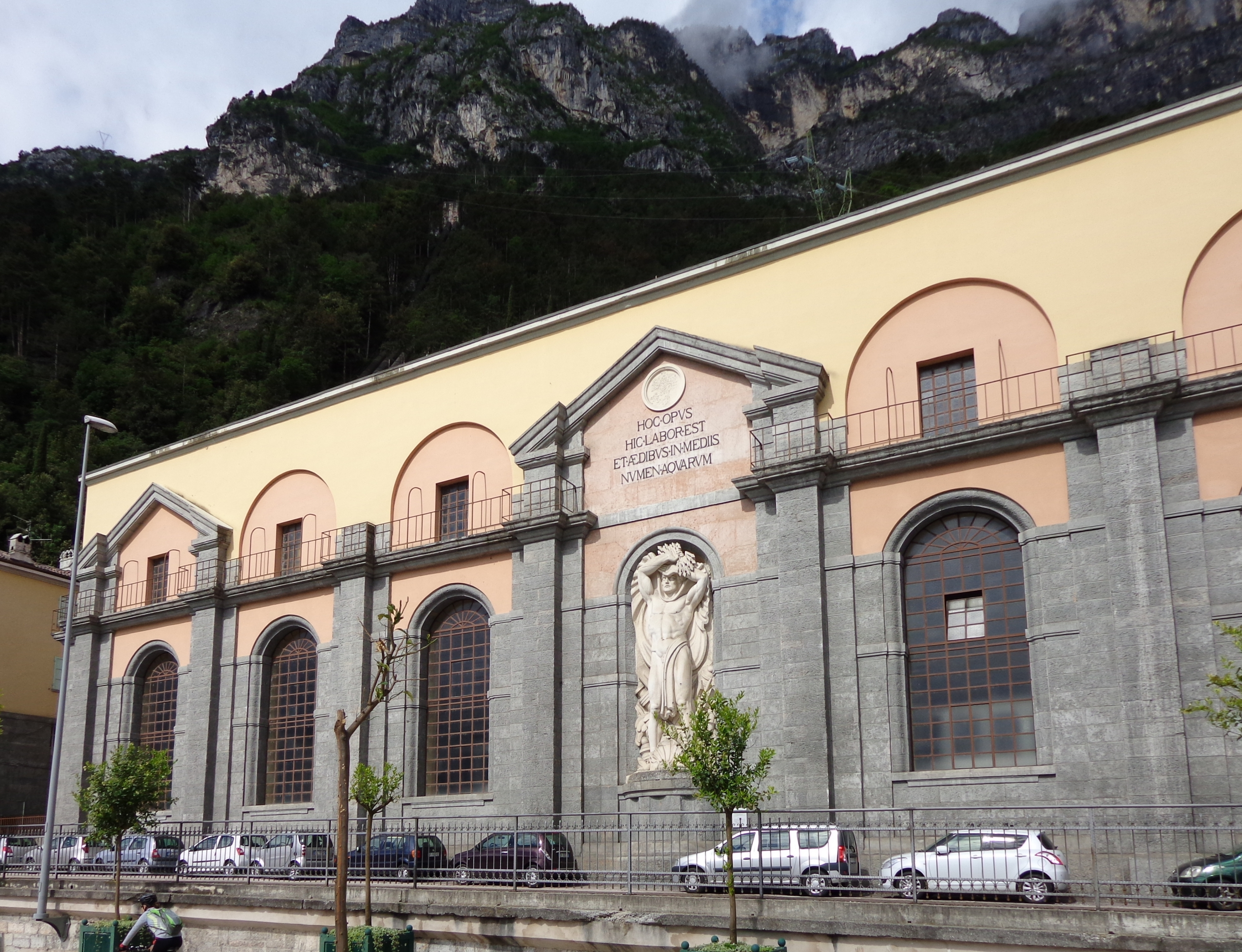
Jugendstilgebäude mit Neptunrelief

Die Planungen für den Bau begannen im Jahr 1925, wobei der bauliche Stil durch den Architekten Giancarlo Maroni entworfen wurde, während der technische Teil durch den Ingenieur Eduardo Model ausgeführt wurde. Das Wasserkraftwerk selbst wurde in den Jahren 1928/1929 im Jugendstil erbaut. Für die Zeit nach der Erbauung galt es als eines der modernsten technischen Anlagen mit den damalig größten Turbinen der Welt. Die erzeugte Energie wurde bis weit in die Po-Ebene genutzt. Die Erbauer errichteten im Jahr 1935 aus Dankbarkeit dafür, dass der risikoreiche Bau des Wasserkraftwerkes relativ glimpflich verlaufen war, oberhalb des Kraftwerks die Kapelle Santa Barbara.
In den ersten Betriebsjahren war es Eigentum zweier Trentiner Gemeinden, Riva del Garda und Rovereto. Später wurde es von der Gemeinde Garda kontrolliert, bis es 1963 verstaatlicht wurde.
Im Jahr 1998 erfolgte eine umfassende Sanierung der Druckwasserleitungen, wobei auch die Leistung des Kraftwerks erhöht wurde.